# Estação André Rocha
A Estação André Rocha é uma parada do BRT TransCarioca localizada no bairro da Taquara, no município do Rio de Janeiro.

## Histórico
A Estrada dos Bandeirantes teve de ser encerrada para a construção da paragem de autocarros, e várias ruas do bairro, incluindo a Rua André Rocha, mudaram de sentido. Como resultado, foram executados serviços de drenagem e repavimentação asfáltica na Estrada dos Bandeirantes.
Após esses serviços, houve a construção da parada que foi inaugurada no dia 2 de junho de 2014, mesma data de inauguração do BRT TransCarioca, com o serviço Alvorada-Tanque (Parador).

## Origem do nome da estação
Por se localizar em frente a Rua André Rocha, a parada recebeu esse nome. A antiga Estrada Tabapuã foi renomeada em 1948 para Rua André Rocha para homenagear o escrivão André Luís da Rocha (1870-1938) o melhor funcionário que trabalhou na agência da Prefeitura que existia em Jacarepaguá.

## Localização
A parada está localizada no canteiro central da Avenida Nelson Cardoso, na altura do cruzamento com a Rua André Rocha, importante via de ligação dos bairros de Jacarepaguá e Curicica com a Taquara e o Tanque. Nas proximidades existe uma filial da rede de lanchonetes Subway, uma agência dos Correios, uma loja Casa Europa (de artigos elétricos e hidráulica), três centros automotivos, uma loja de colchões e outra de móveis.

## Acessos
A parada possui apenas um acesso:
- Travessia de pedestres sobre a Estrada dos Bandeirantes, em frente ao cruzamento desta via com a Rua André Rocha

## Serviços existentes e horário de funcionamento
Segundo o site oficial da administradora do BRT, existem as seguintes linhas (serviços) que atendem a estação:
- Alvorada - Madureira (Parador): das 04h às 23h (de segunda a domingo)
- Alvorada - Fundão (Parador): das 23h às 05h (de segunda a sábado) e 24 horas (domingos)

Apesar deste serviço, a parada funciona das 5 à 1 hora em todos os dias da semana. E a bilheteria funciona das 5 às 22 horas diariamente.